# 米海爾四世
帕夫拉戈尼亞人米海爾四世（約1010年－1041年12月10日）是拜占庭帝國的皇帝，在位期間為1034年4月11日－1041年12月11日。
米海爾為一名農夫的兒子，直到其兄孤兒院長約翰幫他於宮廷中謀得一份差事之前，早年的米海爾從事貨幣兌換商的工作。而米海爾在進入朝廷後，他俊美的外表吸引了佐伊女皇的目光，並成功擄獲她的芳心，他們兩人開始了一場如暴風雨般轟轟烈烈的婚外情。世人普遍相信佐伊女皇夥同米海爾於公元1034年謀殺了她原本的丈夫羅曼努斯三世，米海爾和佐伊於羅曼努斯三世死後的同一日結婚，次日米海爾即加冕稱帝。
雖然米海爾長得英俊瀟灑且富有活力，但其身體健康狀況卻相當糟糕，為此他把絕大部分的政務託付給自己的兄弟處理。此外米海爾並不信任自己的妻子佐伊，他竭力確保自己不會淪落到和前任皇帝羅曼努斯三世相同的命運。在米海爾的統治下，帝國的命運好壞參半。而公元1041年是米海爾在其皇帝生涯中最為得意的時刻，當時他率領帝國大軍成功擊潰保加利亚的叛軍凱旋而歸，但米海爾的病情持續惡化，在得勝返回首都的幾個月後便駕崩了。

## 早年經歷

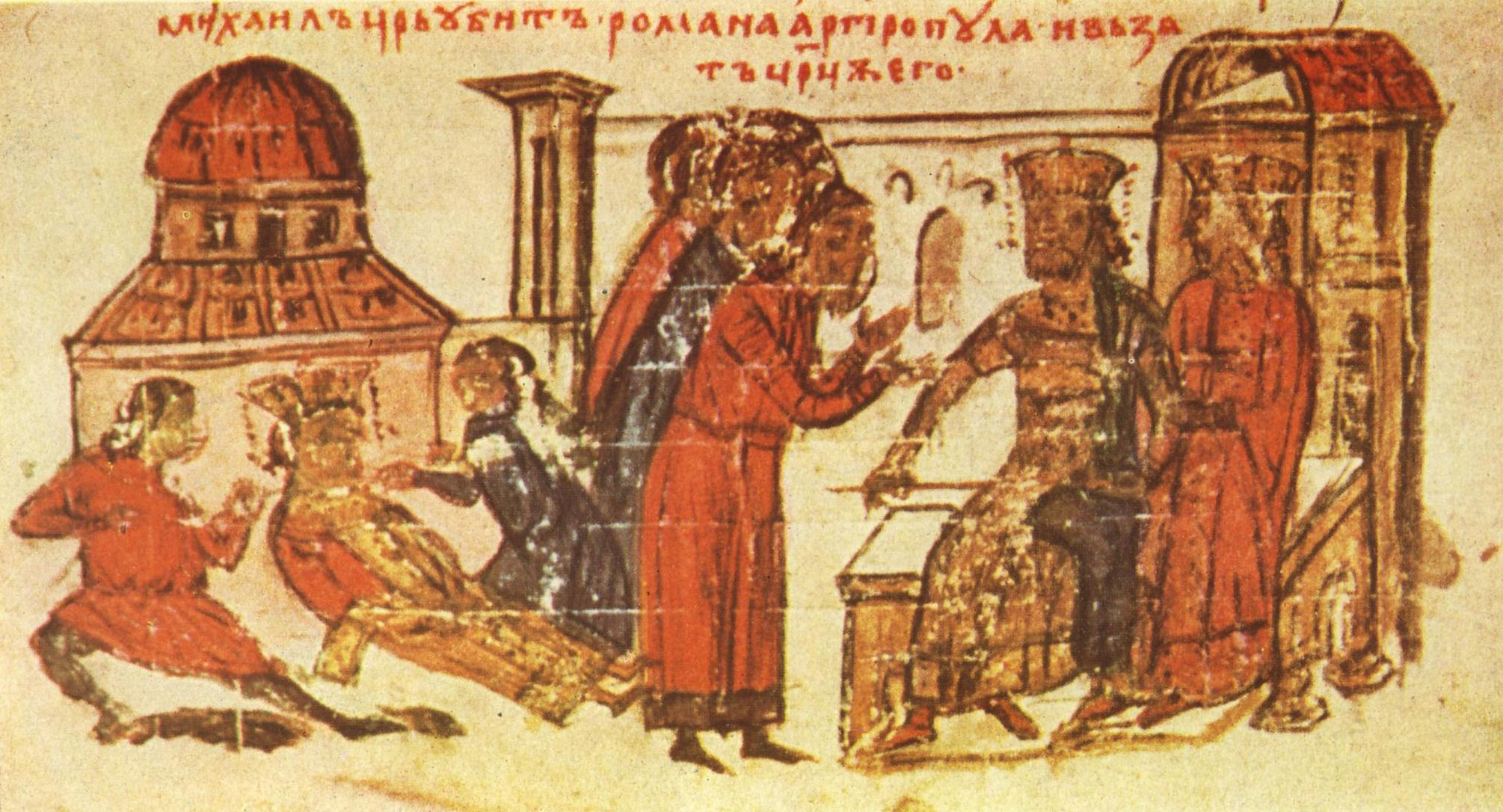
君士坦丁·馬納塞斯所著編年史內的插圖，描繪羅曼努諾斯三世在米海爾的命令下遭人殺害的場景

米海爾出生於帕夫拉戈尼亚的一個希臘裔農民家庭，日後他前往拜占庭帝國的首都君士坦丁堡謀生，成為了一名貨幣兌換商，不過據信他私底下也從事製造假幣的勾當。而米海爾的一名兄弟孤兒院長約翰（亦被稱為太監約翰）當時擔任皇家的內廷侍從官，作為一名高階官員，他主要負責管理皇宮中女性的居所。約翰的幾名兄弟後續在其幫助下，順利於宮廷裡覓得職位。
公元1028年，羅曼努斯·阿爾吉羅斯登基成為拜占庭帝國的皇帝羅曼努斯三世。但作為一名統治者，他顯然沒有任何治國的能力。更糟糕的是羅曼努斯三世與其妻佐伊女皇未能誕下任何子嗣，進而導致夫妻兩人很快便相互疏遠，羅曼努斯三世開始拒絕與妻子同床共枕，並著手限制佐伊的開銷且對她本人漠不關心。佐伊感到既憤怒又沮喪，由此插手干預一些政事。羅曼諾斯三世容忍佐伊的舉動，同時自己亦包養了一名情婦。在佐伊迷戀上年輕俊秀的米海爾後，她不僅公然炫耀情夫，甚至揚言要讓米海爾當上皇帝。羅曼努斯三世得知此事後要求和米海爾當面對質，米海爾否認這些指控，並對著聖物發誓自己是清白無辜的。公元1033年，羅曼努斯消除了原先的疑慮，允許米海爾成為他的私人僕從。

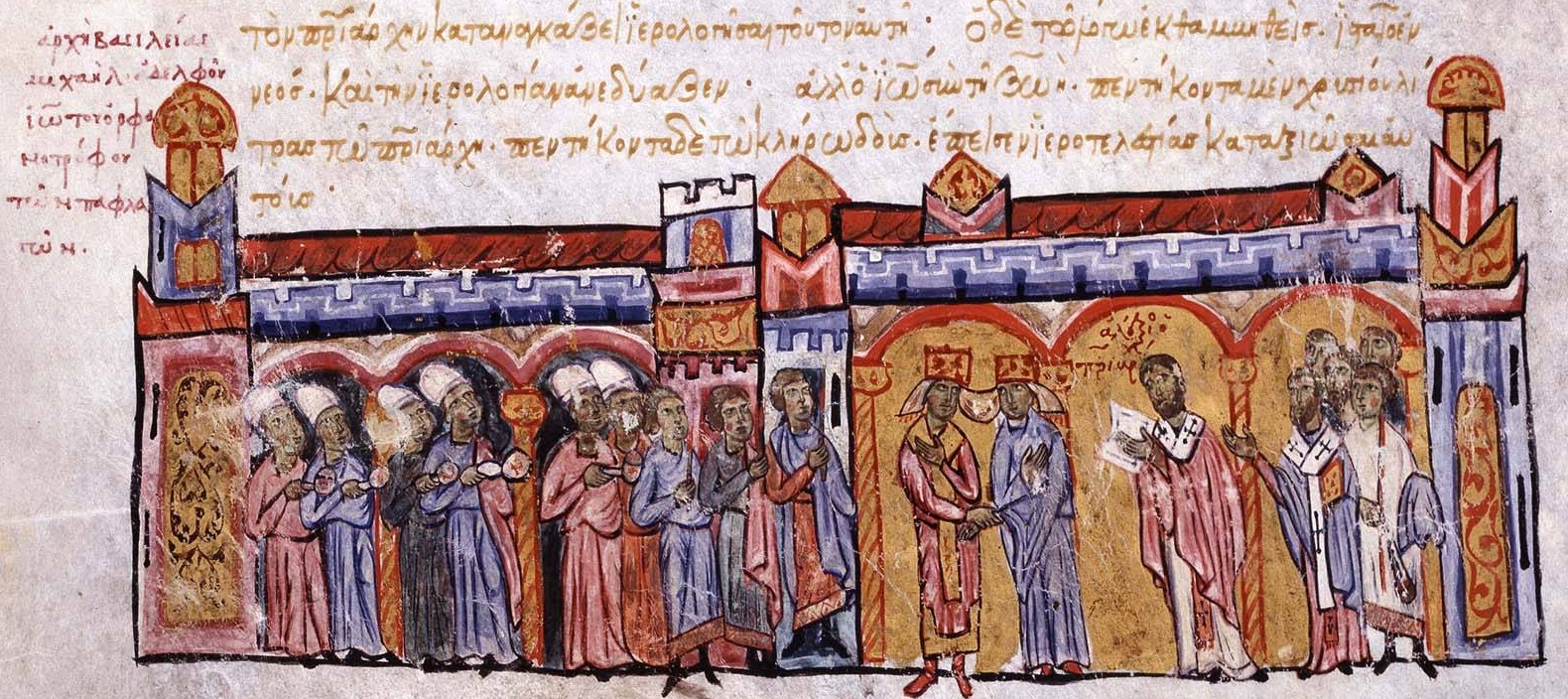
繪於十一世紀，馬德里·斯基里澤斯手抄本內米海爾與佐伊女皇的婚禮

羅曼努斯三世於1034年初病倒，人們普遍認為這是因為佐伊和米海爾秘密向羅曼努斯三世下毒的緣故所致。當年的4月11日，羅曼努斯三世被人發現死在浴缸裡。據朝中官員和日後的編年史學家米海爾·普塞洛斯聲稱，羅曼努斯三世的一些隨從「將他的頭部按在水中許久，同時試圖扼死他」，約翰·斯基里澤斯則道出一個再簡單不過的事實，即羅曼努斯三世是在米海爾的命令下被人淹死的，埃德薩的馬修另主張是佐伊毒殺了羅曼努斯三世。不論如何，佐伊和米海爾在羅曼努斯三世去世的同一日結婚。第二天，這對夫婦傳召君士坦丁堡普世牧首阿歷克塞一世前來，準備讓他主持新皇帝的加冕儀式。普世牧首起初拒絕和他們合作，直到佐伊女皇給了他五十磅黃金的賄賂後，普世牧首這才改變主意幫米海爾加冕為拜占庭的新皇帝米海爾四世。

## 皇帝生涯

### 國內政策
米海爾四世的外貌俊秀瀟灑，既聰明又為人慷慨，但他卻並未受過教育，還患有癫痫。最初，米海爾依靠他人以自己的名義來治理國事。他的做法讓佐伊女皇誤以為米海爾會是一位比羅曼努斯三世更加忠於她的丈夫。但米海爾擔憂佐伊會像背叛羅曼努斯三世那樣背叛他。因此，他將佐伊排除在政治之外，且把她的活動範圍限制在女眷內室裡，並進行監視，在後來的日子裡米海爾越來越少造訪佐伊的住所。鑑於夫妻兩人的矛盾以及自身的健康問題，米海爾把帝國的政務交給他的兄弟太監約翰處理，而約翰早在君士坦丁八世和羅曼努斯三世時期就已經是一位深富影響力的臣僚了。

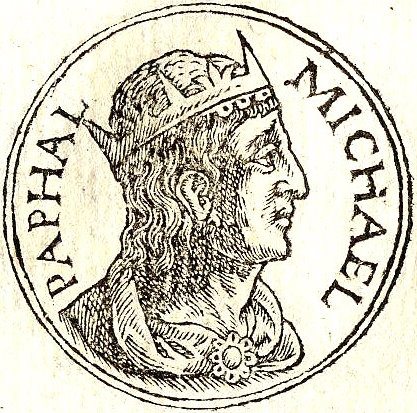
米海爾四世的肖像

隨著太監約翰對軍隊和財政制度進行相關改革，帝國逐漸恢復抵禦外敵入侵的力量。但他增加稅收的做法，卻引起貴族和平民的反感。此外約翰在政治上的獨斷和引入諸如埃里孔（Aerikon）之類的稅收更導致數次針對他和米海爾四世的陰謀。公元1035年，惡劣的天候與蝗災造成的歉收和飢荒加劇了人們的不滿。當米海爾試圖進一步控制阿勒颇時，當地居民趕走了帝國派駐的總督。同時在安条克、尼科波利斯和保加利亚等地皆爆發了叛亂。
公元1034年，米海爾以叛國罪下令逮捕君士坦丁·達拉瑟諾斯，指控他在安條克煽動叛亂。1037年，佐伊密謀毒害太監約翰。1038年，米海爾的兄長君士坦丁鎮壓了安納托利亞軍隊的叛亂。祭司米海爾·凱路拉里奧斯在1040年涉嫌參與一場陰謀，為了保住性命他選擇成為一名修士，日後他於米海爾的繼任者米海爾五世統治時期，被選任為君士坦丁堡普世牧首。於1040年保加利亞人的起義期間，太監約翰在安納托利亞和君士坦丁堡逮捕了多名策劃陰謀的叛亂者，這些人希望利用這場動亂乘機舉事，但約翰卻未能抓獲阿普羅斯的將軍，此人不僅加入叛亂且試圖佔領塞萨洛尼基。

### 外交和軍事
於軍事方面，米海爾在其統治初期面臨的局勢相當糟糕。阿拉伯人將米拉洗劫一空，塞爾維亞人撼動了拜占庭的權威，佩切涅格人則幾乎能任意入侵到塞薩洛尼基的城門口。所幸帝國的局勢很快便穩定下來，在東部邊境，阿拉伯海盜不是被俘就是被殺，拜占庭軍隊還攻佔了凡湖東岸的穆斯林要塞穆拉迪耶，而埃德薩在遭受長期的圍攻後守軍終於得以鬆了口氣，該城最終於公元1037年割讓給拜占庭帝國。
在帝國西線，米海爾和太監約翰命令乔治·马尼亚克將軍把阿拉伯人驅逐出西西里岛。公元1038年，馬尼亞克的艦隊在意大利南方登陸，並迅速佔領墨西拿。接著，他擊潰了分散的阿拉伯軍隊，並攻佔該島西部和南部的城鎮。到了1040年，馬尼亞克發動猛烈的攻勢拿下锡拉库萨。此時拜占庭人已幾乎成功將阿拉伯人趕出西西里島，但馬尼亞克隨後與伦巴第人盟軍鬧翻，而他麾下的諾曼僱傭軍則對他們得到的報酬感到不滿，他們背棄了原本跟從的這名拜占庭將軍，在意大利當地發起叛亂，導致巴里得而復失。當馬尼亞克正準備要對他們發動反擊時，太監約翰卻因為懷疑馬尼亞克陰謀反叛，而在此時將他召回朝中。隨著馬尼亞克的離去，儘管巴里最終被拜占庭人奪回，但帝國對西西里的征服戰爭大體上以失敗告終，對諾曼人的遠征同樣也是屢屢失敗。
於帝國北境，起初佩切涅格人的壓力迫使塞爾維亞人尋求拜占庭帝國的保護並承認帝國的權威。但到了1040年，塞爾維亞人和保加利亞人再次起義。太監約翰對保加利亞課以沉重的貨幣稅（而非像以前那樣徵收實物稅）是這次起義爆發的部分原因。除此之外，叛軍還期望能在彼得·德利揚的帶領下，實現讓保加利亞復國的目標，他們在佔領贝尔格莱德後宣布德利揚為保加利亞的君主，隨後迅速攻克斯科普里。而米海爾在這時下達把底拉西烏姆都督撤職的命令更讓情況雪上加霜，該名都督不僅派兵抵抗德利揚，且此前早已指出德利揚有發動叛亂的企圖，而都督麾下的軍隊大部分都是由保加利亞人所組成，這些保加利亞裔士兵同樣也加入了起義，德利揚開始圍攻塞薩洛尼基，底拉西烏姆不久後也失守，希臘軍區的將軍亦遭德利揚擊敗。而尼科波利斯军区的絕大多數人則因厭惡太監約翰的貪婪，同樣起兵反抗米海爾四世的統治。

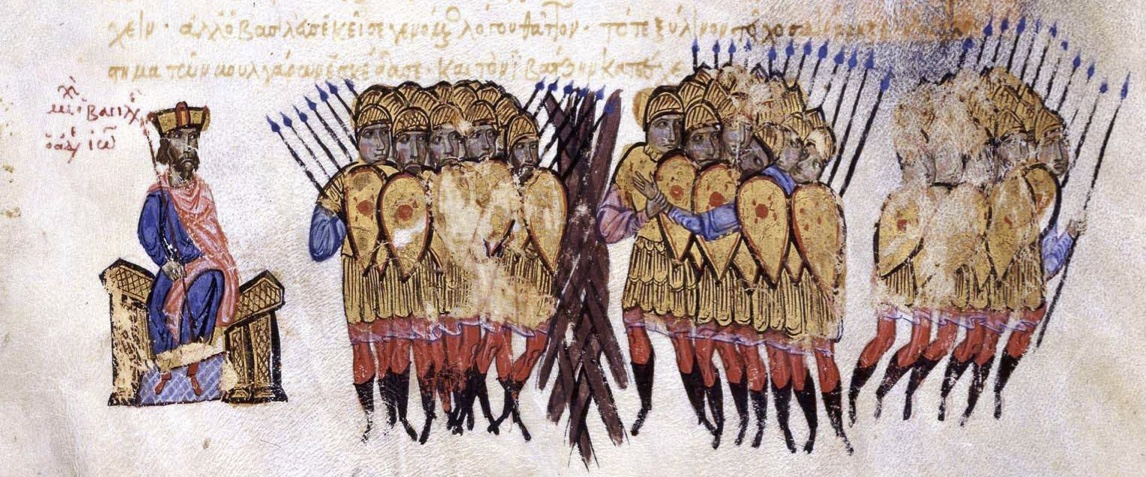
位於保加利亞人所設木柵欄前方的米海爾四世與其軍隊

在這個節骨眼上，米海爾的癲癇越發嚴重，惡化的病情使其半身不遂，他的身體更出現嚴重的水肿，最終導致雙腿坏疽。因此當皇帝宣布準備御駕親征保加利亞人時，他身旁的幕僚們皆相顧失色。公元1041年，在挪威人僱傭軍的協助下，米海爾親率四萬大軍向馬其頓出發，隨駕中包括後來成為挪威國王的哈拉爾三世。皇帝的大軍在莫西諾波利斯完成集結並等待保加利亞軍隊到來。由於保加利亞人的內鬥，使拜占庭人在軍事上坐收漁翁之利。米海爾指揮大軍向前推進，成功收復了塞薩洛尼基，隨後皇帝率領拜占庭軍隊擊敗保加利亞人，並俘獲其首領德利揚。挾著勝利的餘威，米海爾氣勢洶洶地調遣軍隊深入保加利亞腹地，此時保加利亞殘存人數最多的一支部隊由曼努埃爾·伊瓦茨（Manuel Ivats）所指揮，他們駐守在普里莱普一處戒備森嚴的營地裡。拜占庭大軍最終衝入營地，並追擊四散奔逃的保加利亞人，伊瓦茨亦被拜占庭人生俘。戰役的嚴酷使米海爾四世瀕臨死亡，但他仍得以率軍凱旋返回君士坦丁堡。

### 最後的疾病與去世

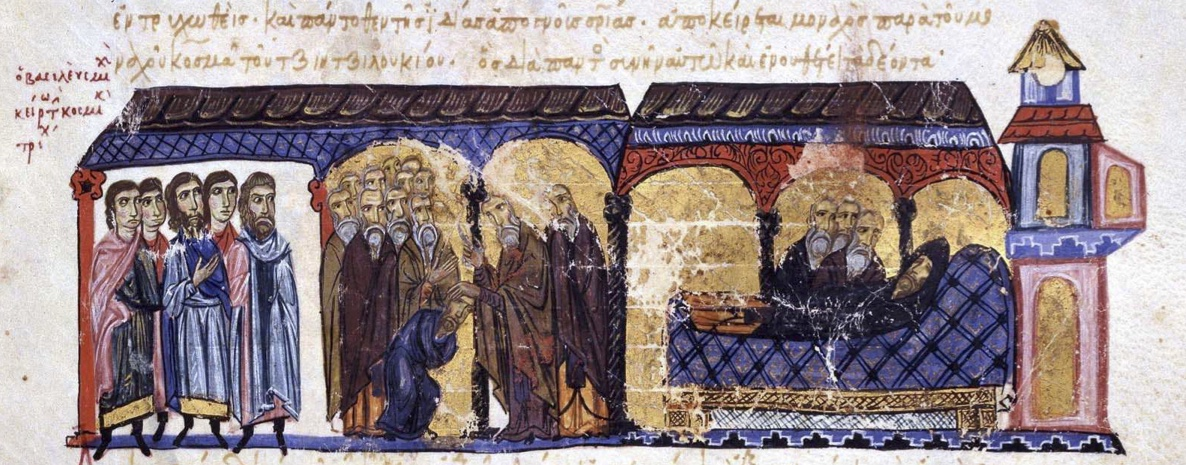
米海爾四世病重離世

儘管米海爾四世贏得了勝利，但眾人內心都清楚他殘破的身軀正在邁入死亡。米海爾造訪塞萨洛尼基的德米特里聖所並建造或重建了教堂，冀望能尋求上帝的幫助。1039年，米海爾給帝國的每一位僧侶和祭司，以及所有選擇讓他擔任子女教父的雙親都贈送了禮物。這時太監約翰急於鞏固自己的權力，強迫佐伊女皇收養他和米海爾的外甥為養子，此人是他們姐姐的兒子，同樣也名叫米海爾。在皇帝臨死前其妻佐伊女皇懇求與他見上最後一面，但卻被米海爾四世拒絕，公元1041年12月10日，米海爾四世在接受聖秩聖事後駕崩，他的外甥隨即登基成為拜占庭帝國的新皇帝米海尔五世 。